# Panaquire
Panaquire es un pueblo del estado Miranda, Venezuela. Está ubicado en el Municipio Acevedo. Tiene aproximadamente 6.289 habitantes y está situado a 40 metros sobre el nivel del mar.
Fue fundado el 4 de marzo de 1734 por españoles de origen canario en la región de Barlovento, en la provincia de Caracas. Sin embargo, por varias razones históricas su población llegó a ser fundamentalmente afrodescendiente.
Fue fundado por Juan Francisco de León, por lo que Panaquire aparece ligado a la historia de la independencia de Venezuela. Al contrario de otros pueblos en la misma zona y época, fue fundado en la ribera sur del río Tuy. Esto podría estar relacionado con las actividades de contrabando de cacao que se realizaron desde la misma, y que llevaron al conflicto con la Real Compañía Guipuzcoana en 1748 y 1750. La ribera sur era inaccesible por tierra, dando tiempo a los habitantes del pueblo a reaccionar frente a la llegada de funcionarios del estado.

## Lorenzo González
Lorenzo González fue un cantante y director de orquesta que nació en Panaquire el 5 de enero de 1923 y aunque debutó en Radio Tropical de Caracas no obtuvo mucho reconocimiento y emigró a España en 1952 donde conquistó un gran éxito cantando boleros y música tropical, allí falleció en una fecha no determinada. Regresó brevemente a Venezuela para recibir el Premio Guaicaipuro de Oro. Entre sus éxitos se pueden mencionar: A las 6 es la cita, Campanitas de cristal, Cabaretera y muchas otras.

## Actividad económica
Hoy en día la actividad económica de Panaquire sigue ligada al cultivo del cacao.

## Comunidades cercanas
- El Mango de Ocoita
- Caucagua